# Rush Limbaugh
Rush Hudson Limbaugh III (1951. január 12. - 2021. február 17.) amerikai rádiós személyiség, konzervatív politikai kommentátor, író és televíziós műsorvezető volt. Leginkább a The Rush Limbaugh Show házigazdájaként vált ismertté, amelyet országos terjesztésben az AM és FM rádióállomásokon sugároztak.
Limbaugh az 1990-es években az Egyesült Államok egyik legjelentősebb konzervatív hangadójává vált, és 1992-től 1996-ig országos televíziós műsor házigazda volt. Az amerikai rádiózás történetének legjobban fizetett személyiségei közé tartozott; 2018-ban a Forbes 84,5 millió dollárra becsülte keresetét. 2019 decemberében a Talkers Magazine becslése szerint Limbaugh műsora heti 15,5 millió hallgatót vonzott, és ezzel az Egyesült Államok leghallgatottabb rádióműsora lett. Limbaugh hét könyvet is írt; első két könyve, a The Way Things Ought to Be (1992) és a See, I Told You So (1993) felkerült a The New York Times bestseller listájára.

## Élete
Limbaugh 1951. január 12-én született Cape Girardeau-ban, Missouri államban, szülei Rush Hudson Limbaugh II és Mildred Carolyn (született Armstrong) Limbaugh. Ő és öccse, David a tekintélyes politikai Limbaugh családba született; apja ügyvéd és amerikai vadászpilóta volt, aki a második világháborúban a Kína–Burma–India hadszíntéren szolgált. Édesanyja az arkansasi Searcy-ből származott. A "Rush" nevet eredetileg a nagyapja választotta, hogy tisztelegjen a család egyik tagjának, Edna Rushnak a leánykori neve előtt.
Limbaugh részben német származású volt. A családban sok ügyvéd van, köztük nagyapja, apja és testvére; nagybátyja, Stephen N. Limbaugh Sr., szövetségi bíró volt az Egyesült Államok Missouri keleti kerületének kerületi bíróságán. Unokatestvére, Stephen N. Limbaugh Jr. ugyanennek a bíróságnak a tagja, akit George W. Bush nevezett ki. Limbaugh nagyapja, Rush Limbaugh Sr., Missouri állam ügyésze volt; bíró, különleges megbízott, az 1930-as években a Missouri képviselőház tagja, és hosszú ideig a Missouri Történelmi Társaság elnöke is volt.
Limbaugh 1969-ben érettségizett a Cape Girardeau Central High Schoolban, ahol focizott. 16 évesen dolgozott először a KGMO-nál, egy helyi rádióállomáson. A Rusty Sharpe nevet használta, miután a "Sharpe" nevet megtalálta a telefonkönyvben. Limbaugh később a chicagói DJ-t, Larry Lujackot idézte, mint aki nagy hatással volt rá, mondván, hogy Lujack volt "az egyetlen ember, akit valaha is utánoztam". Szülei kívánságára, hogy főiskolára járjon, beiratkozott a Southeast Missouri Állami Egyetemre, de két szemeszter után otthagyta. Édesanyja szerint "mindenből megbukott, úgy tűnt, semmi más nem érdekli, csak a rádiózás". Zev Chafets életrajzíró azt állítja, hogy Limbaugh életét nagyrészt annak szentelte, hogy elnyerje apja tiszteletét.

## Magánélete
Limbaugh négyszer volt házas és háromszor vált el. Gyermekei nem születtek. Először 26 éves korában vette el Roxy Maxine McNeely-t, aki a Missouri állambeli Kansas Cityben működő WHB rádióállomás értékesítési titkára volt. A pár 1977. szeptember 24-én házasodott össze a Centenary United Metódista Templomban, Limbaugh szülővárosában, Cape Girardeau-ban. McNeely 1980 márciusában "összeférhetetlenségre" hivatkozva beadta a válókeresetet. Hivatalosan 1980. július 10-én váltak el.
1983-ban Limbaugh feleségül vette Michelle Sixta-t, aki főiskolai hallgató volt és a Kansas City Royals Stadionklub jegyszedője. 1990-ben elváltak, a nő pedig a következő évben újra férjhez ment. 
1994. május 27-én Limbaugh feleségül vette Marta Fitzgeraldot, egy 35 éves aerobikoktatót, akit 1990-ben ismert meg a CompuServe online szolgáltatáson. Az esküvőt Clarence Thomas, az amerikai legfelsőbb bíróság tagja házában tartották, aki a szertartást vezette. A házaspár 2004. június 11-én vált el. Limbaugh az adásban jelentette be válását. A válást 2004 decemberében véglegesítették. 2004 szeptemberében Limbaugh romantikus kapcsolatba került az akkori CNN hírműsorvezetőjével, Daryn Kagannal; a kapcsolat 2006 februárjában ért véget. Limbaugh 1996-tól 2021-es haláláig Palm Beachen élt. Egy barátja úgy emlékszik, hogy Limbaugh "beleszeretett Palm Beachbe ... miután 1995-ben meglátogatta a Memorial Day hétvégén." New Yorkkal ellentétben Floridában nem adózik a jövedelem után, ez volt a kimondott oka annak, hogy Limbaugh elköltözött és létrehozta "déli parancsnokságát".
Három évig járt Kathryn Rogersszel, egy floridai partiszervezővel; a pár 2010. június 5-én házasodott össze. A szertartást követő esküvői fogadáson Elton John 1 millió dollárért szórakoztatta a násznépet; maga Limbaugh azonban 2010. szeptember 7-i rádióműsorában tagadta, hogy az 1 millió dolláros összeg pontos lenne.

## Fordítás
- Ez a szócikk részben vagy egészben  a   Rush Limbaugh című angol Wikipédia-szócikk fordításán alapul.  Az eredeti cikk szerkesztőit annak laptörténete sorolja fel. Ez a jelzés csupán a megfogalmazás eredetét és a szerzői jogokat jelzi, nem szolgál a cikkben szereplő információk forrásmegjelöléseként.